# Кубинский 155-й пехотный полк
155-й пехотный Кубинский полк — пехотная воинская часть Русской императорской армии. Входил в 39-ю пехотную дивизию.

## История
Сформирован на Кавказе 6 ноября 1863 г., в составе 3 батальонов с 3 стрелковыми ротами, из 6-го резервного батальона Севастопольского пехотного полка с добавлением некоторых частей корпуса внутренней стражи и рекрут, под названием Кубинского пехотного полка; 25 марта 1864 г. к названию полка присоединён № 155.
В 1866 г. полк был назначен в состав Сухумского отряда и участвовал в усмирении восстания горцев в Абхазии. С присоединением к полку 1 августа 1874 г. 24-го Кавказского линейного батальона, он был приведён в состав 4 батальонов. 24-й Кавказский линейный батальон, сформированный 21 марта 1834 г. из батальона старого Крымского пехотного полка под названием Грузинского линейного № 12 батальона, передал в 4-й батальон Кубинского полка следующие отличия: «Поход за военное отличие», пожалованный 1 января 1828 г. Крымскому пехотному полку за Аштаркское сражение 17 авг. 1827 года, и знаки на головные уборы с надписью: «За Кавказскую войну», пожалованные 24-му Кавказскому линейному батальону 19 февраля 1868 г.
По объявлении в 1877 г. войны с Турцией полк был выдвинут на турецкую границу, принял участие в 1-й блокаде Карса, затем направлен на усиление Эриванского отряда и 15 сентября и 2 октября участвовал в боевых действиях на Караван-Сарайском перевале. 23 октября, при штурме укреплённой позиции при Деве-Бойну, 1 и 2-й батальоны геройски атаковали высоту Узун-Ахмет и за проявленную доблесть были награждены 13 октября 1878 г. Георгиевскими трубами с надписью: «За отличие в сражении при Деве-Бойну 23 октября 1877 г.»; кроме того, 4 офицера получили за это сражение орден св. Георгия 4-й степени. Совершив тяжёлый зимний поход к Эрзеруму, полк принял участие в блокаде города и перенёс эпидемию тифа, унёсшую из строя в течение 4 месяцев около 2 тысяч человек. За мужество и храбрость, проявленные в ряде сражений, 13 октября 1878 г. полку были пожалованы Георгиевские знамёна с надписью: «За отличие в Турецкую войну 1877 и 1878 гг.»
Во время Первой мировой войны Кубинский полк участвовал во всех крупнейших сражениях 1-го Кавказского корпуса; особо заметны были его действия в Сарыкамышской оборонительной операции и в разгроме турецкой армии под Эрзерумом.
Полковой праздник — 26 ноября.

## Командиры полка
- 12.12.1863 — 28.10.1866 — полковник Илинич, Осип Осипович
- 31.01.1867 — 28.05.1875 — полковник Клюки фон Клугенау, Николай Францевич
- 15.08.1875 — 20.12.1877[1] — полковник Кабенин, Николай Петрович
- 20.12.1877 — хх.хх.1880 — полковник князь Аргутинский-Долгоруков, Александр Иванович
- 02.02.1880 — 04.04.1881 — полковник Энкель, Оттон Магнусович
- 15.04.1881 — 10.03.1884 — полковник Гуленко, Пётр Григорьевич
- 10.03.1884 — 10.02.1891 — полковник Принц, Пётр Петрович
- 08.07.1903 — 06.02.1905 — полковник Пржевальский, Михаил Алексеевич
- 09.02.1905 — 06.04.1906 —  полковник Крайский, Конрад Антонович
- 06.04.1906 — 18.03.1908 — полковник Ахвледиани, Ясон Александрович
- 17.04.1908 — 15.06.1910 — полковник Шлиттер, Михаил Александрович
- 19.06.1910 — 04.12.1913 — полковник Няньковский-Войнилович, Оттон Людвигович
- 04.12.1913 — 28.12.1915 — полковник Волошин-Петриченко, Фёдор Моисеевич
- 02.01.1916 — 18.01.1917 — полковник Болтунов, Александр Дмитриевич
- 18.01.1917 — 04.06.1917 — полковник Якубовский, Александр Никанорович
- 30.09.1917 — хх.хх.хххх — полковник Пирумов, Даниил Абесаломович